# Dentelure (timbre)
Pour les articles homonymes, voir dentelure.
En philatélie, la dentelure est un système de perforation permettant de séparer rapidement et efficacement des timbres-poste. Généralisé à partir des années 1850, ce procédé de séparation a donné son nom par opposition aux timbres découpés aux ciseaux : les timbres non dentelés.

## Histoire

### Non dentelé et perçages
Les premiers systèmes de perforation ont été créés quelques années après l'invention du premier timbre, le « Penny Black », pour faciliter le travail des préposés dans les bureaux de poste. Ceux-ci devaient auparavant découper aux ciseaux les timbres dans des lieux éclairés généralement à la bougie, devant parfois une file de clients impatients. Un timbre non dentelé comporte généralement, autour de son cadre, une marge de papier blanc plus ou moins large, selon la façon dont il a été découpé.
À partir des années 1850, les administrations postales, à la suite de certains particuliers, cherchent des moyens de séparation plus pratiques et rapides.
En France, l'administration postale fut particulièrement lente à décider de perforer ses timbres. Les premiers timbres-poste dentelés (« pointillés » selon l'appellation de l'époque) apparaissent en août 1862. Les premiers timbres fiscaux dentelés remontent à 1876 (quittances), tandis que certaines catégories de figurines, celles d'effets de commerce ne furent officiellement perforées qu'à partir de 1881.
Le perçage ou piquage consiste à enlever une parcelle de papier, généralement de forme circulaire avec un système mécanique, d'une façon régulière dans les marges séparant les timbres. Une légère traction suffit pour détacher les timbres. Il est possible de distinguer :
- le perçage en lignes : les entailles ont la forme de traits de séparation. Il en a été ainsi de certains timbres de grève français produits de façon artisanale en 1971 (cf. Timbres et vignettes de grève postale) ;
- le perçage en points : les entailles sont une succession de points. Au Tibet, une émission a été percée à l'aide d'une machine à coudre ;
- les perçages en forme d'arc, en zigzag, en dents de scie, etc. L'émission russe pour la Finlande de 1860 a ainsi été percée en serpentins, de même qu'en France les timbres fiscaux de Napoléon III, percés en serpentins par la banque Schlenker et le Crédit Lyonnais.

### Procédés de dentelure
La dentelure consiste à enlever des petits ronds de papier entre les timbres. La séparation se fait en tirant et déchirant les espaces de papier intermédiaires. Ces ponts de papier séparent les demi-cercles troués lorsque le timbre est détaché, et ont été appelés des « dents ». Ils constituent la dentelure. Ces timbres qualifiés de « dentelés » ont donné a posteriori leur nom aux timbres antérieurs : les timbres non dentelés.
La fabrication de ces feuilles de timbres perforées a connu différents procédés :
- la perforation en ligne : d'abord sont percées les lignes de trous horizontales, puis verticales. Elle se reconnaît aux intersections où deux perforations ne coïncident pas exactement ;

| Perforation en ligne |                    |  |
|                      |                    |  |
| Horizontalement,     | puis verticalement |  |

- la perforation à la herse : les perforations sont toutes faites d'un coup et les coins ont un seul trou bien aligné sur les deux axes ;

| Perforation à la herse |  |
|                        |  |
| En un seul coup.       |  |

- la perforation par peigne : on perfore d'un coup une ligne de timbres sur leurs trois côtés respectifs. Puis, on avance la feuille et on perfore la ligne de timbres suivantes (donc, le quatrième côté omis au premier passage. L'avantage pour les ateliers d'imprimerie est qu'ils ont une seule ligne de perforateur à fabriquer, et non toute une feuille.

| Perforation par peigne |                     |  |
|                        |                     |  |
| Première ligne,        | puis deuxième ligne |  |

## Mesure de la dentelure
La dentelure est mesurée par un nombre qui correspond au nombre de dents sur deux centimètres. Ce nombre peut être défini en plaçant le timbre sur un odontomètre, instrument inventé au XIXe siècle par le docteur Jacques Legrand, éminent philatéliste français. Sur l'odontomètre sont figurés les différents degrés de dentelures, ainsi que des points plus ou moins larges figurant les intervalles entre les dents.

## Variétés
Les collectionneurs peuvent être très exigeants sur la qualité des dents d'un timbre : toutes égales, pas une trop courte, pas de pliure alors que c'est l'un des éléments les plus fragiles du timbre. C'est pour éviter de plier des dents, entre autres, que les philatélistes utilisent des pinces brucelles pour attraper et manier les timbres.
Certaines administrations postales, selon les époques, n'ont pas considéré importante la dentelure et ont donc dentelé leurs timbres de manière différente selon les tirages. Certains timbres de l'émission autrichienne de 1890 sont connus avec une vingtaine de dentelures différentes.
L'opération mécanique de perforation d'une feuille de timbres peut causer des erreurs allant de l'imperfection (léger décentrage de l'image, voire image du timbre touchée par les trous) jusqu'à la spectaculaire variété (dentelure passant au milieu des timbres, dite « piqué à cheval »). Pour montrer la difficulté de distinguer la frontière entre ces deux situations, un article de Timbroloisirs est titré : « La frontière mal définie qui sépare les méprisables « très mal centrés » des très respectables "piqués à cheval". » Usuellement, on parle de timbre décentré (« mal centré ») lorsque la dentelure vient mordre le timbre à la marge du dessin, et de « piqûre décalée » lorsque la dentelure est dans la périphérie du dessin et de « piquage à cheval » lorsque la dentelure est décalée de plus d'un tiers de la dimension du timbre. Plus le timbre est récent, plus les décalages sont modestes et rares, les critères évoluent donc selon la période d'impression du timbre.
La perforation par peignes peut être décalée d'une ligne : la première rangée de timbres est ainsi accidentellement non dentelée sur trois côtés.
Normalement, les contrôles d'imprimerie doivent éviter à de tels accidents de circuler dans le public, puisqu'ils doivent être détruits après avoir été repérés et écartés.

## Les timbres non dentelés modernes
Au XXe siècle, les timbres non dentelés sont l'exception et sont liés à des circonstances bien particulières, par exemple :
- la première émission d'un pays en temps de crise ou par un mouvement indépendantiste ;
- divers timbres ou vignettes de grève émis à la hâte, pendant les périodes d'interruption du service postal officiel[2] ;
- l'émission de prestige (centenaire du premier timbre français : timbres Marianne de Gandon dentelés se-tenant avec timbres Cérès de Barre non dentelés).

Par ailleurs, dans certains pays, comme la France, ses colonies ou Monaco, certains dirigeants de tutelle de La Poste ont reçu des tirages non dentelés des timbres émis. Il semble que ces personnes en ont fait profiter amis et relations, et souvent en ont tiré profit eux-mêmes, puisqu'il y a un marché pour ces timbres. Chaque nouvelle émission de timbres faisait l'objet de la fabrication de 24 feuilles de 50 timbres non dentelés offertes à des personnes bien choisies, au nombre desquelles le ministre chargé des postes et son directeur de cabinet et un certain nombre de hauts fonctionnaires. Ceux qui connaissaient la valeur de ces timbres les revendaient en s'adressant à une entreprise spécialisé pour diviser les timbres dans les feuilles de 50 ; évalués sur la base de la cote Ceres, l'avantage annuel pouvait être chiffré à la fin du siècle dernier à environ 600 000 francs ; le hic était que la valeur réelle ne dépassait généralement pas le tiers de la cote. Monaco utilisait d'ailleurs le même système ayant recours également à l'imprimerie des timbres-poste française. Certaines familles ont pu ainsi être lésées en ayant acquis au prix fort des timbres qui n'en valaient que le tiers. Cet avantage octroyé à quelques personnes n'était évidemment pas connu de l'administration fiscale et ne reposait sur aucune justification. Sous l'influence de la Cour des comptes, ce système peu acceptable a été abandonné sous le Gouvernement Jospin, Christian Pierret étant ministre.

## Les timbres autocollants
Avec l'apparition des timbres autocollants, les philatélistes ont pris l'habitude d'utiliser les expressions comme « dentelure droite » ou « dentelure ondulée » pour désigner les bords facilitant le décollement de ces timbres de leur support initial. Cependant, le côté autocollant de ces timbres fait que la forme des bords quelle qu'elle soit n'a aucune incidence sur leur fabrication. Certains pays reprennent exprès des bords dentelés ; le timbre autocollant se différencie alors du timbre gommé par des dents droites, vierges de traces de déchirure originelle de séparation.